# Teo Jakob
Teo Jakob (* 1923 in Bern; † 19. August 2000) war ein Schweizer Innenarchitekt und Designer. Er war Förderer von Künstlern und Designern modernen Stils.

## Leben
Theodor Jakob entschloss sich nach seinem Welschland-Aufenthalt und Aktivdienst anstatt einer Ausbildung an der Kunstgewerbeschule seine berufliche Karriere in Zürich als Handwerker fortzusetzen. Er erhielt am 8. August 1947 in Bern das Diplom als Tapezierermeister-Dekorateur. 1950 übernahm er das seit 1914 bestehende, traditionell ausgerichtete Polster- und Tapezierergeschäft seines Vaters an der Gerechtigkeitsgasse in der Berner Altstadt. Bald schon verlieh er dem Geschäft mit modernen, funktionalen Möbeln, Bauhaus-«Ikonen» und avantgardistischem Design aus Skandinavien und Italien einen neuen Charakter. Theodor Jakob fand eine neue Linie der modernen Wohnkultur in der Schweiz.
Der damals bei ihm beschäftigte Fotograf und Gestalter Alfred Hablützel kreierte 1955 die bis heute gültige Marke teo jakob mit dem Schriftzug in roter Helvetica.
Gleichzeitig begann Theodor, der sich nun auch selbst Teo nennen liess, die Zusammenarbeit mit Kunstgewerbeschulen und jungen Schweizer Designern wie Hans Eichenberger, Robert Haussmann und Kurt Thut. Thut entwarf 1955 auch den neu eröffneten Ausstellungsraum an der Gerechtigkeitsgasse 25 in Bern.
1958 gründeten Teo Jakob und Peter Haussmann mit Hans Eichenberger, Kurt Thut und Robert Haussmann die Gruppe Swiss Design zum Zweck, ihre Entwürfe international bekannt zu machen. 1972 eröffnete Teo Jakob die Spezialabteilung für USM-Haller-Möbelbausysteme.

## Kunstsammlung
Neben seiner Geschäftstätigkeit war Teo Jakob auch ein bedeutender Mäzen, er sammelte vor allem Kunst regionaler Künstler, beispielsweise von Meret Oppenheim über Markus Raetz bis Balthasar Burkhard. Im selben Gebäude der Ladenlokale Jakobs führte Toni Gerber (1932–2010) jahrelang eine Kunst-Galerie. Dadurch kam Jakob mit vielen Kunstschaffenden in Kontakt, und gelegentlich tauschte er Möbelstücke gegen Bilder ein. Dem Künstler Alfred Hofkunst (1942–2004) stellte er seinen Laden für eine Ausstellung zur Verfügung. Ein wandfüllender Velosattel, den Hofkunst 1975 als Schaufensterdekoration zeichnete, befindet sich im Kunsthaus Langenthal. Die über die Jahre entstandene Sammlung übergab Teo Jakob 1999, kurz vor seinem Tod in die «Stiftung Kunstsammlung Teo Jakob». Diese erweitert die Sammlung weiterhin durch Ankäufe und Schenkungen.

## Auszeichnungen
- 1970: Œuvre-Award, als Anerkennung für seine pionierhafte und konsequente Förderung des anspruchsvollen modernen Wohndesigns in der Schweiz
- 1996: Anerkennungspreis der Kommission für allgemeine kulturelle Fragen des Kantons Bern, für sein über 40-jähriges Wirken als Förderer und Vermittler des schweizerischen und internationalen Designs sowie für sein Engagement für das einheimische Kunstschaffen.[2]

## Ausstellungen
- 2010: Kunsthaus Langenthal: Amitiés, Sammlung Teo Jakob, Kunst von Eva Aeppli über Meret Oppenheim bis Markus Raetz und Urs Lüthi.